# Šolaji
Šolaji (szerbül:  Шолаји), település Kneževo községben, Bosznia-Hercegovinában, a Bosanska Krajina keleti részén, a Szerb Köztársaságban.

## Fekvése
A település Bosznia-Hercegovina északi részén, Banja Lukától légvonalban 33, közúton 45 km-re délre, községközpontjától légvonalban 5, közúton 8 km-re nyugatra, a Čemernica-hegység keleti lábánál és keleti nyúlványain, 740-1170 méteres magasságban található. Központi része a hegység keleti lejtőin fekszik, 860-865 méteres magasságban.

## Népessége
| Nemzetiségi csoport | Népesség 1991 | Népesség 2013 |
| ------------------- | ------------- | ------------- |
| Szerb               | 585           | 464           |
| Bosnyák             | 0             | 0             |
| Horvát              | 1             | 0             |
| Jugoszláv           | 0             | 0             |
| Egyéb               | 0             | 0             |
| Összesen            | 586           | 464           |

## Története
A település már a középkorban is létezett, melyet a határában található két késő középkori temető maradványai is igazolnak. Mindkét temetőben maradtak fenn stećak sírkövek, melyek a kereszténység főáramlatának behódolni nem akaró, eredetileg Boszniában élő bogumilok díszesen faragott középkori sírkövei voltak és amelyek szélesebb körben a 14-15. században terjedtek el.
A szerb lakosságú település 1878-ig tartozott az Oszmán Birodalomhoz, ekkor a berlini kongresszus határozata alapján az Osztrák-Magyar Monarchia része lett. 1879-ben az első osztrák-magyar népszámlálás során a Jajcai járáshoz és Milan-Kneževina községhez tartozó településnek 20 háztartása és 257 ortodox szerb lakosa volt. 1910-ben a Kotor Varoš-i járáshoz és Bokani községhez tartozó településen 30 háztartást és 294 ortodox lakost találtak. A monarchia szétesésével 1918-ban előbb a Szerb-Horvát-Szlovén Királyság, majd 1929-től a Jugoszláv Királyság része lett. Az 1929-es törvény értelmében, amikor Bosznia-Hercegovinát négy banovinára, Drinskára, Vrbaskára, Zetskára és Primorskára osztották, a település a Vrbaska banovina része lett, amelynek székhelye Banja Luka volt. Jugoszlávia megszállása után a Független Horvát Állam (NDH) része lett. A második világháború után 1992-ig a település a szocialista Jugoszlávia keretében a Bosznia-Hercegovinai Népköztársaság része volt. A boszniai háborút lezáró daytoni békeszerződést követő területfelosztásnál a Szerb Köztársaság területéhez került.

## Nevezetességei
- Az Úr bemutatása (Gyertyaszentelő Boldogasszony) tiszteletére szentelt ortodox temploma.

- Vujina Glavica - késő középkori temető maradványai két, fennmaradt, keleti tájolású stećak sírkővel, melyek közül az egyiket nappal és félholddal díszítették.[4]

- Zvečak - késő középkori temető maradványai három, fennmaradt, délnyugat-északkeleti tájolású stećak sírkővel, melyek közül az egyiket figurális jelenet ábrázolásával és félholddal díszítették.[4]